# 김자현
김자현(영어: JaHyun Kim Haboush, 1941년 8월 10일~2011년 1월 30일)은 미국의 한국학자이다. 컬럼비아 대학교에서 한국학 교수로 재직했다.